# Biserica reformată din Sfăraș

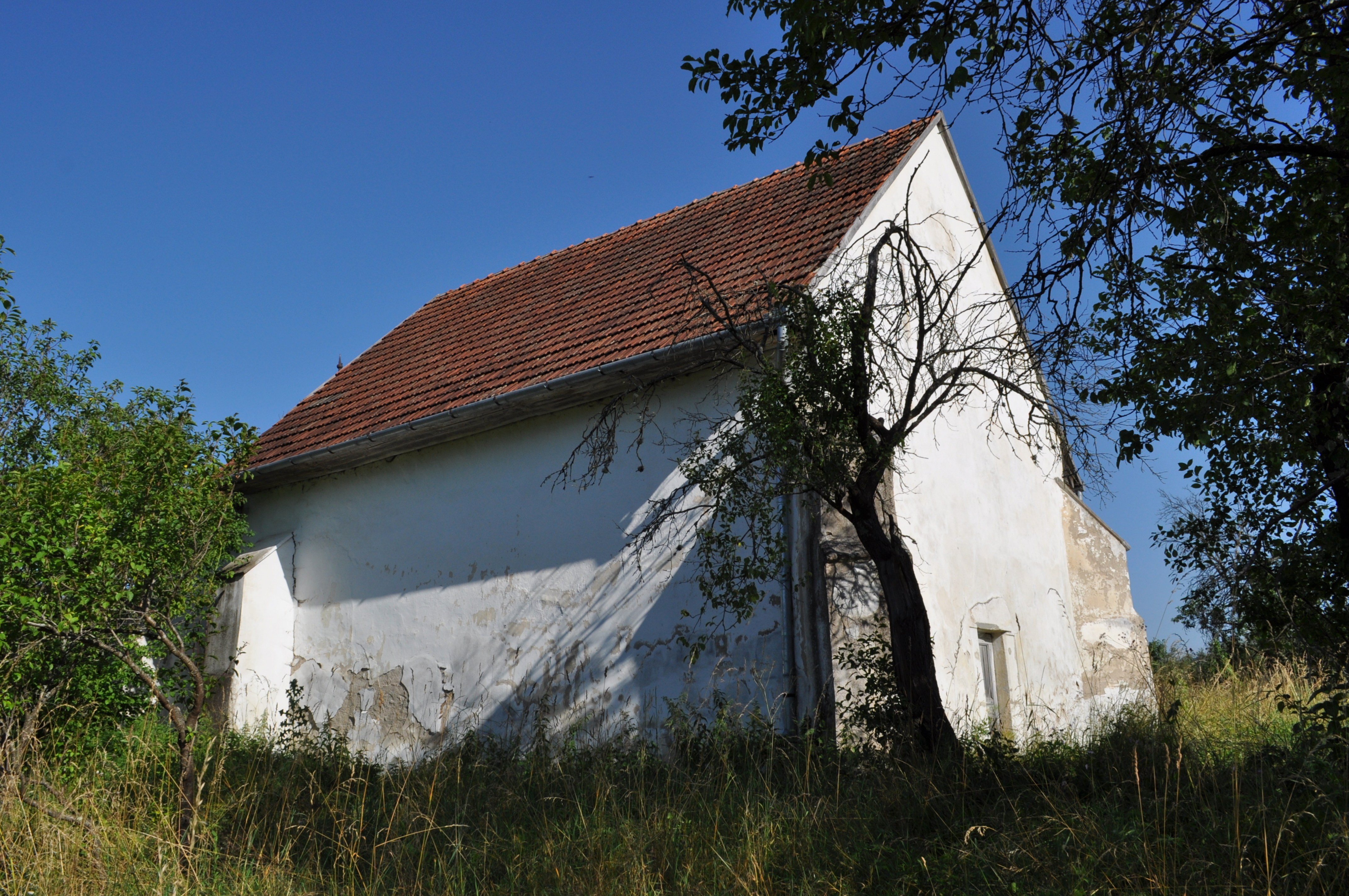
Biserica reformată din Sfăraș, comuna Almașu, județul Sălaj, foto: iulie, 2012.

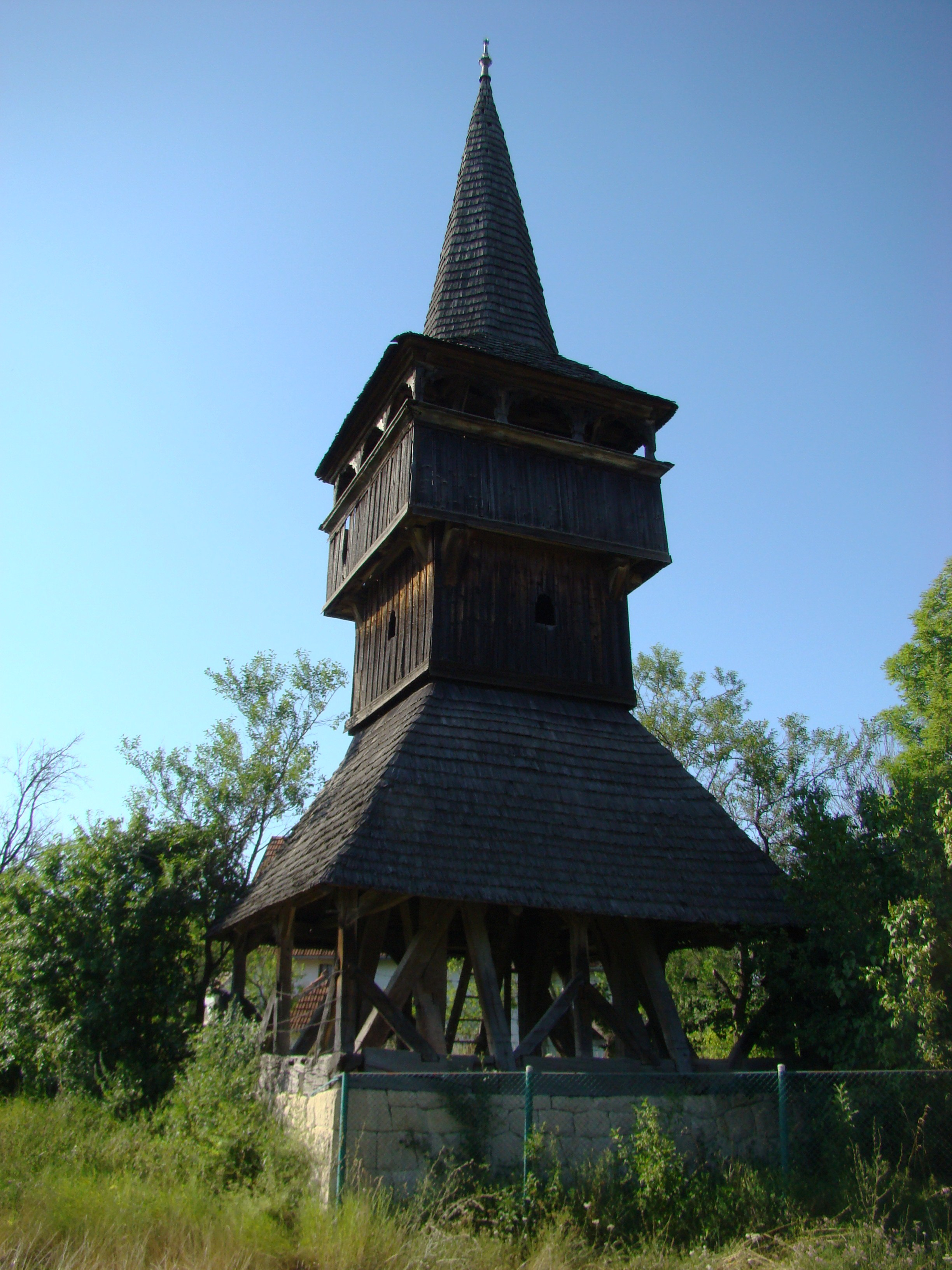
Clopotnița de lemn

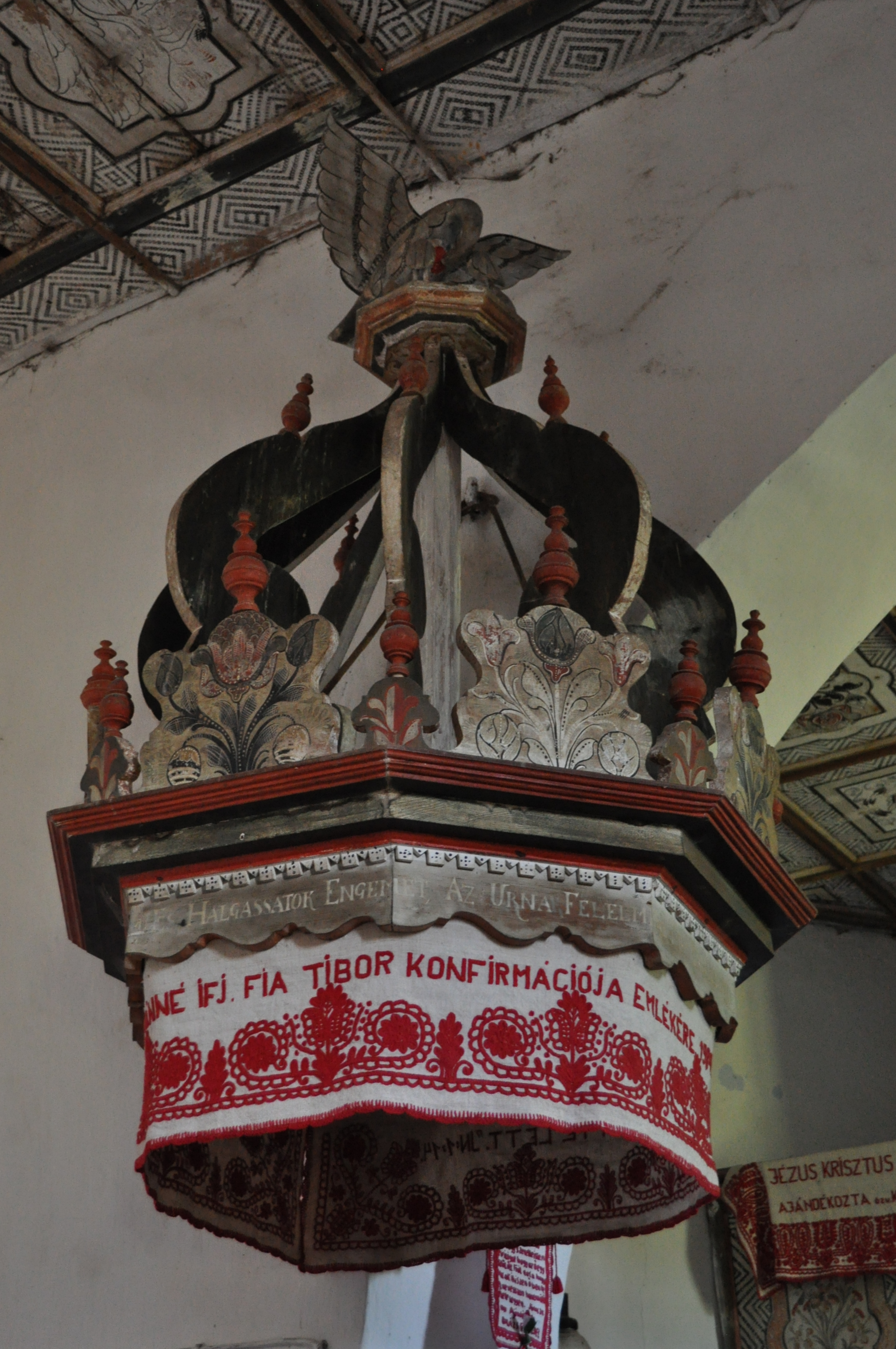
Amvonul cu baldachin

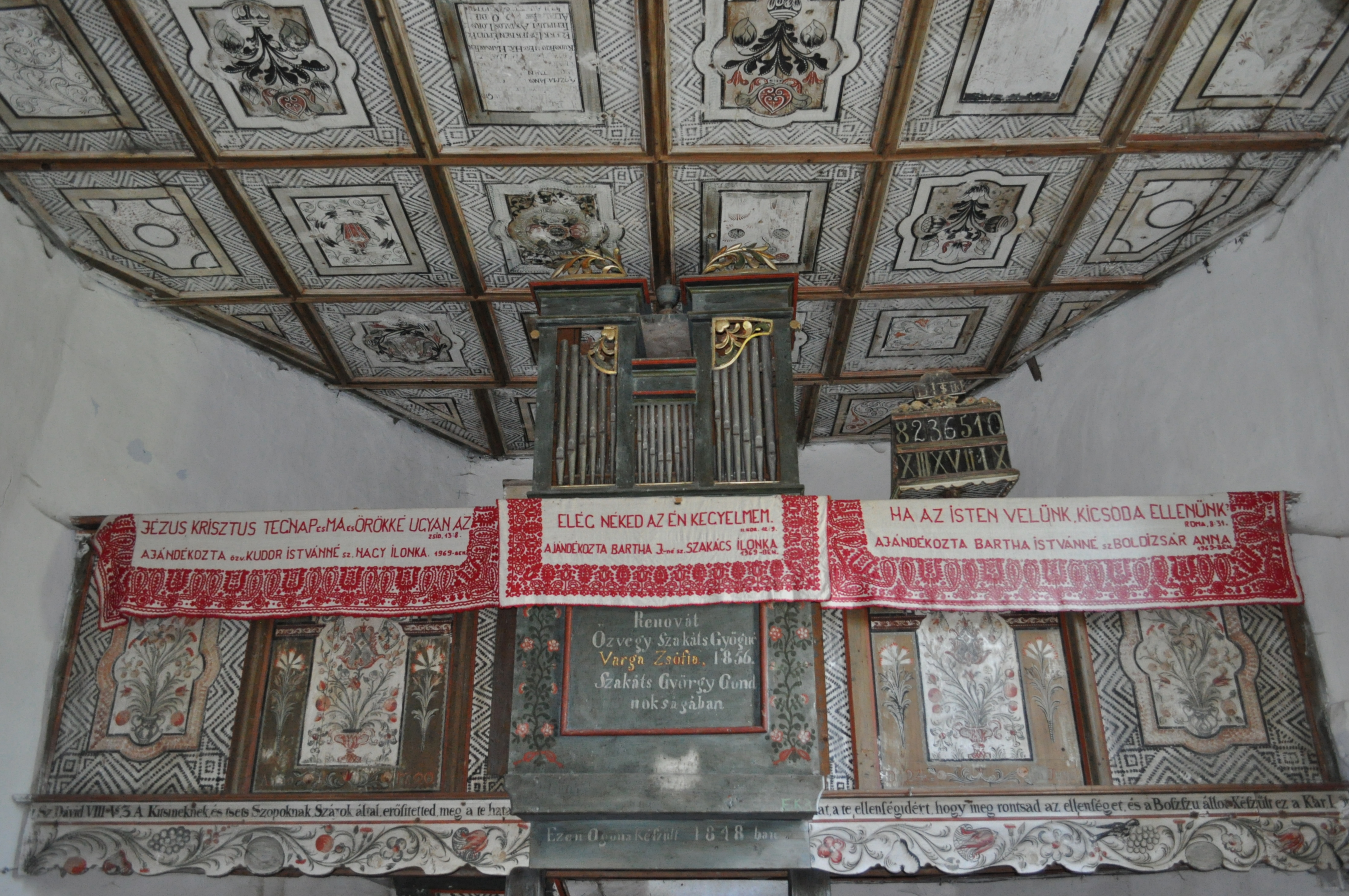
Tavanul casetat și orga

Biserica reformată din Sfăraș, comuna Almașu, județul Sălaj, datează din secolul XVI. Biserica se află pe noua listă a monumentelor istorice sub codul LMI:  SJ-II-a-B-05112. 

## Istoric și trăsături
Localitatea Sfăraș, atestată din secolul XII, se mândrește cu o biserică ridicată din pietrele cetății distruse de turci. Biserica reformată din Sfăraș a fost construită în perioada 1505-1510, cu sprijinul moșierului János Veres. Piatra lui funerară a fost zidită în peretele bisericii. În timpul răscoalei conduse de Rákóczi al II-lea biserica a fost avariată, pereții ei rezistând până în 1741. Pe ruinele ei, în 1750, a fost construită actuala biserică. Casetele tavanului au fost realizate de meșterii Ioan Tâmplarul din Gilău (în maghiară Gyalui Asztalos János), conducătorul lucrărilor, și Lorenz Umling.
Amvonul a fost realizat în 1750 de Umling, iar orga în 1848. Turnul clopotniță cu acoperiș de șindrilă avariat în 1860 de un fulger, adăpostește cel mai vechi clopot al zonei. A fost turnat în 1475 pe timpul regelui Matia Corvin, iar clopotul mare are o greutate de 150 kg.

## Imagini

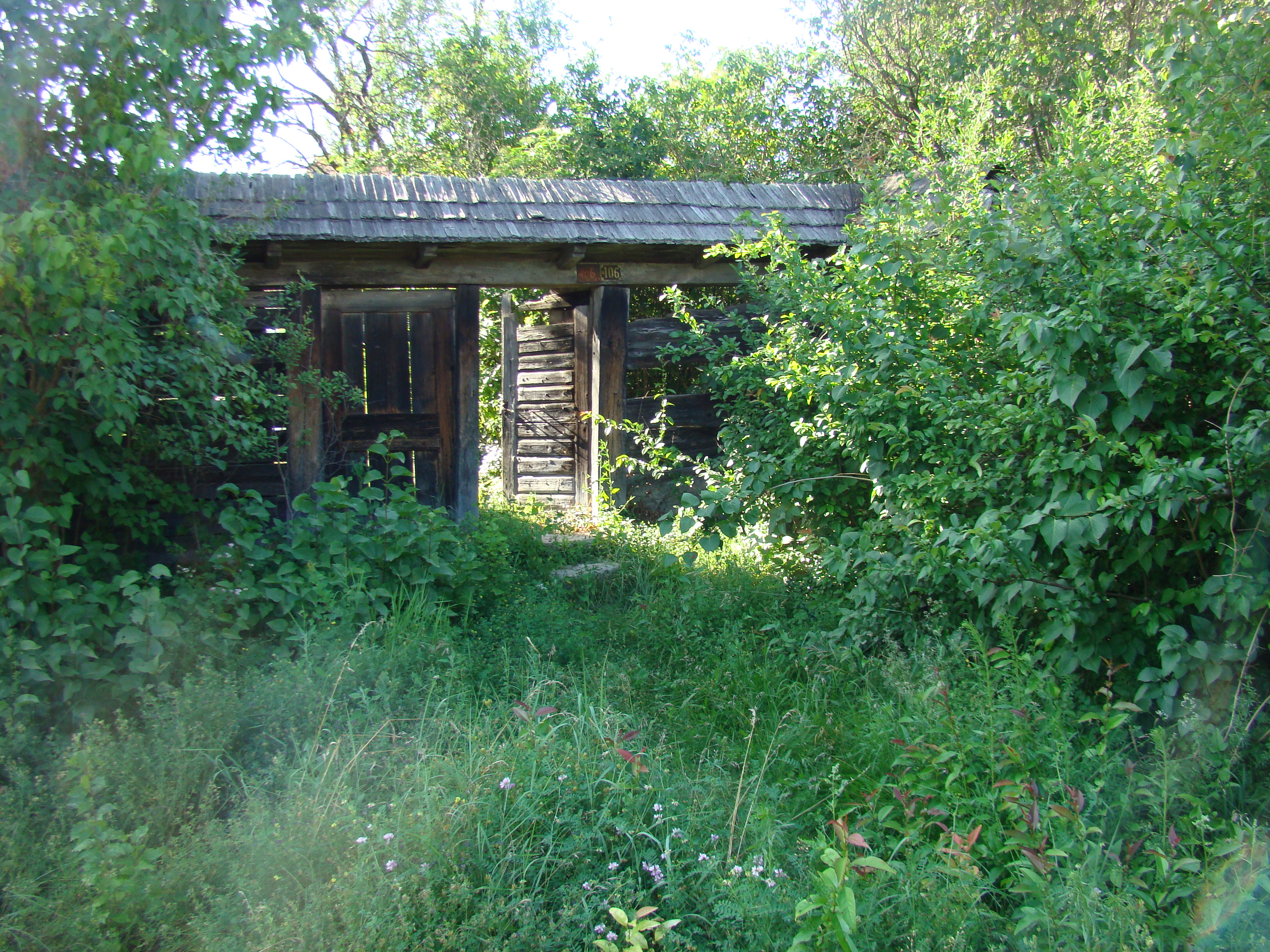
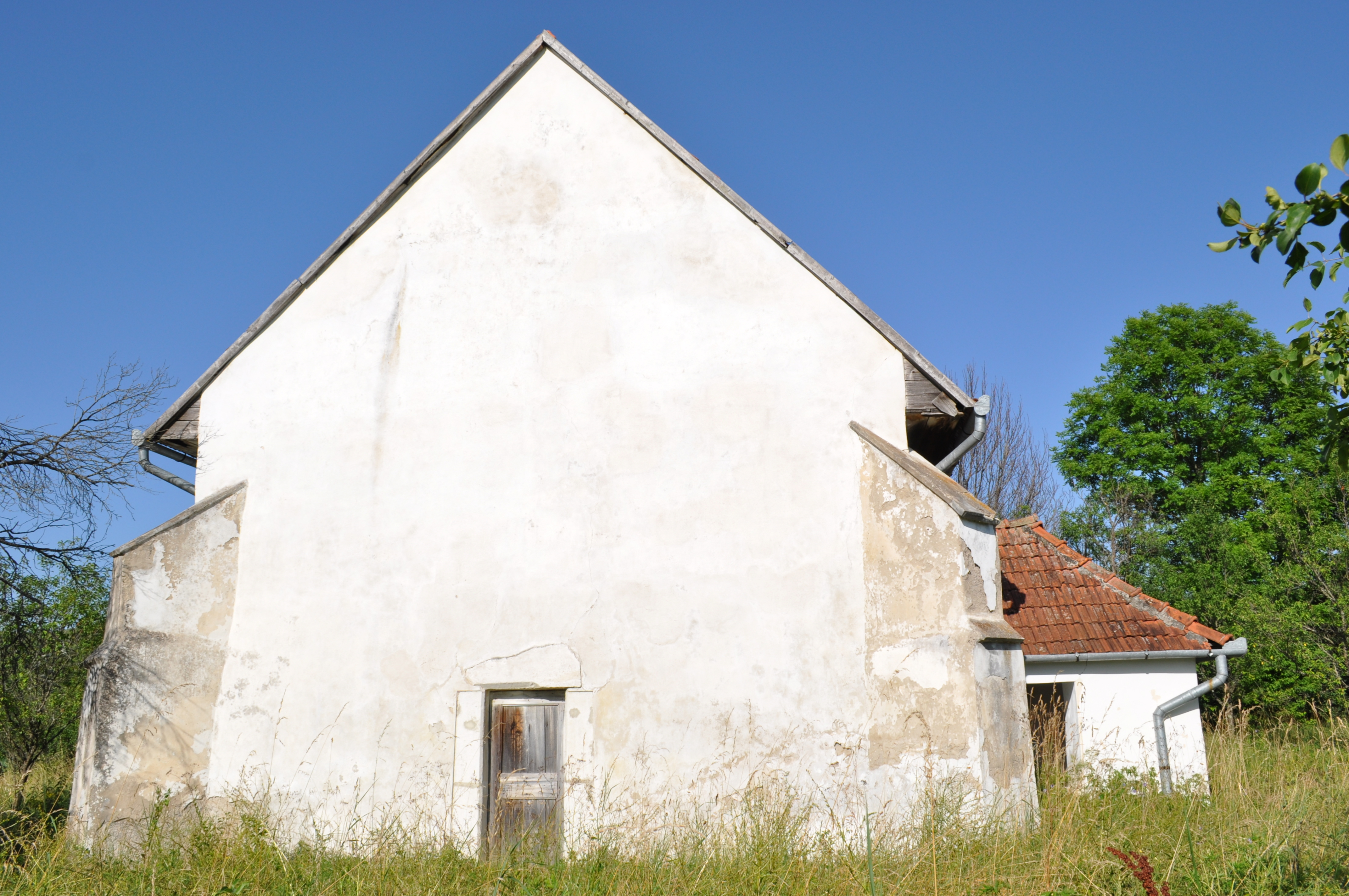
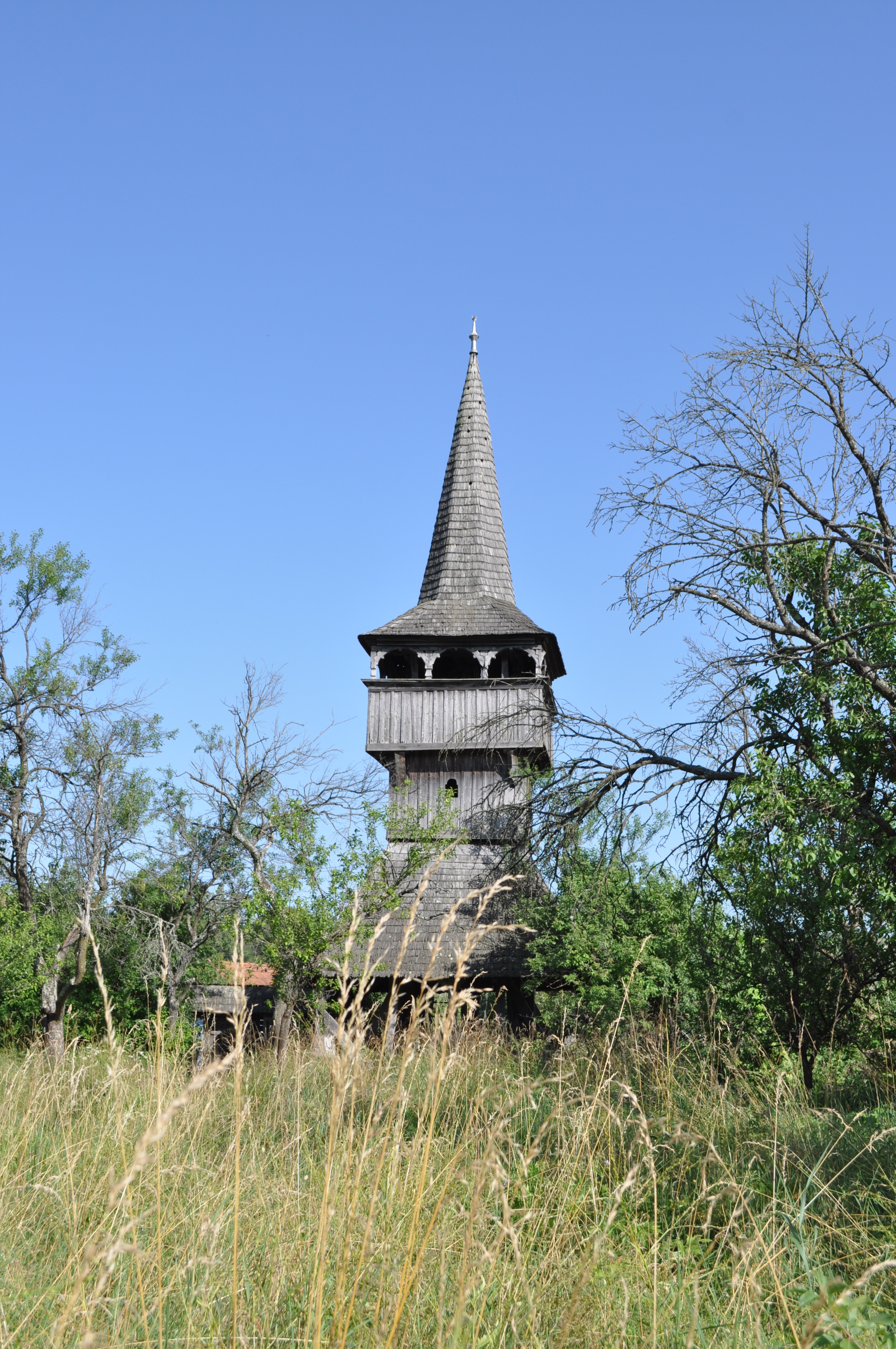
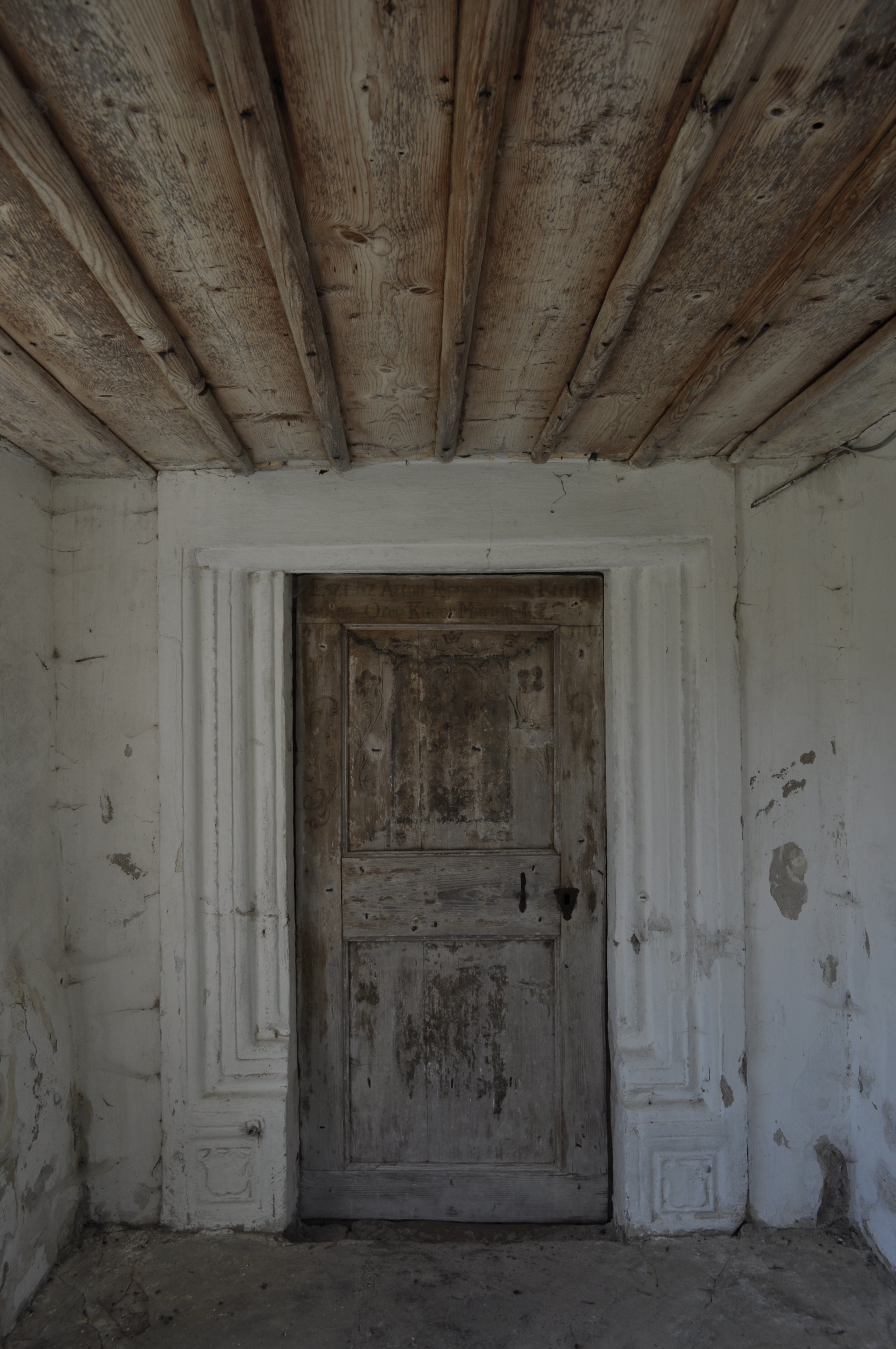
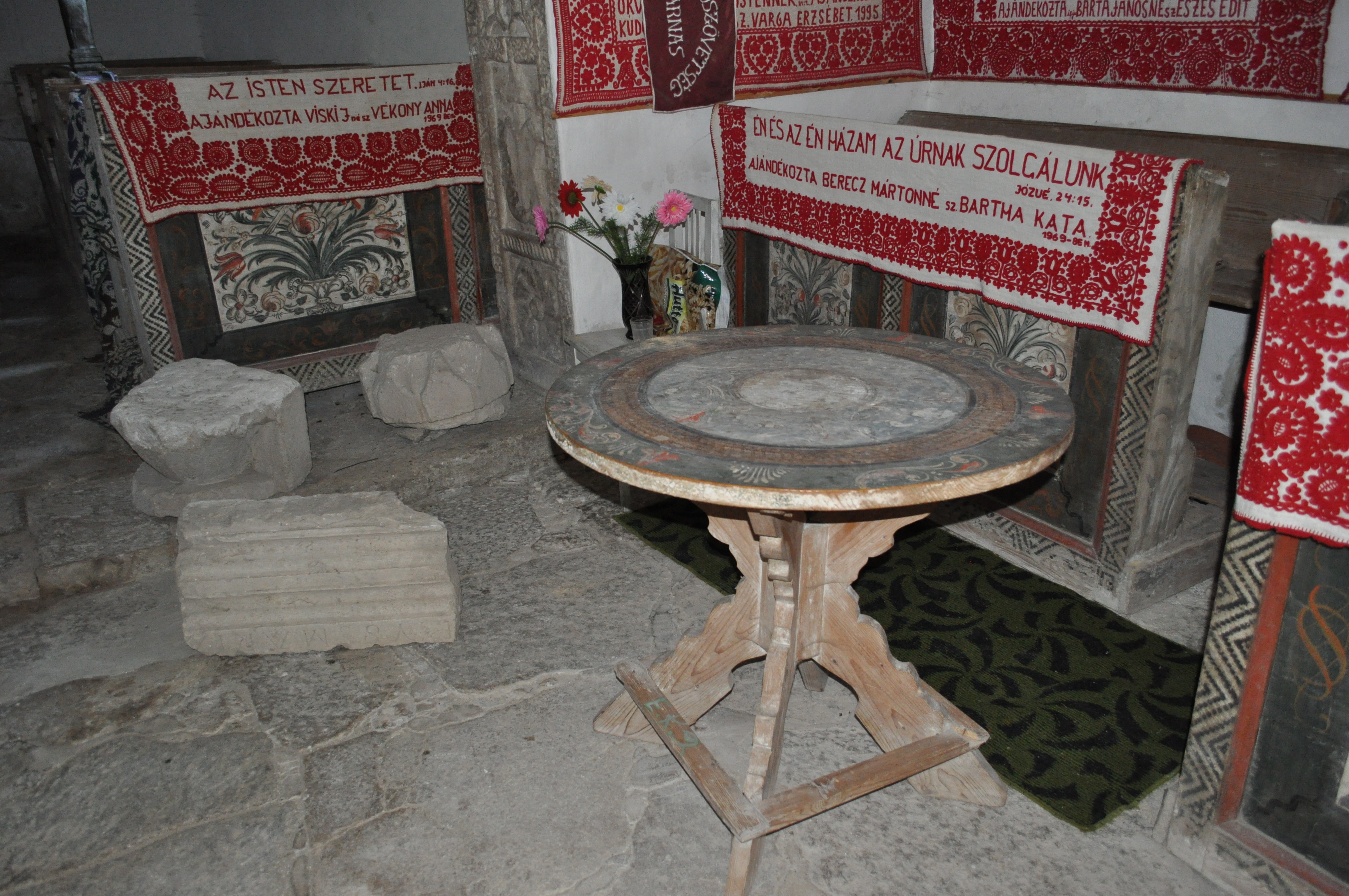
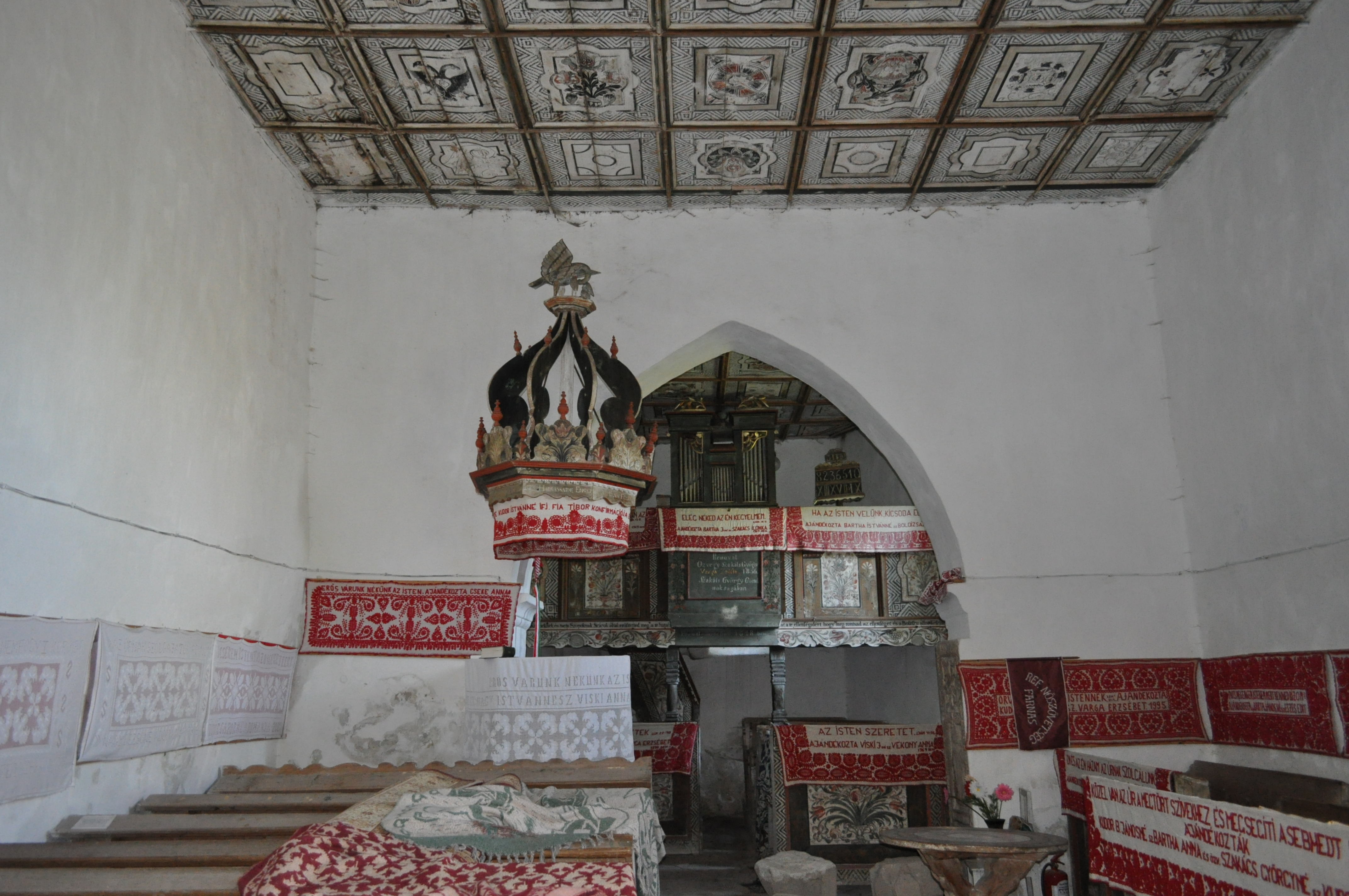
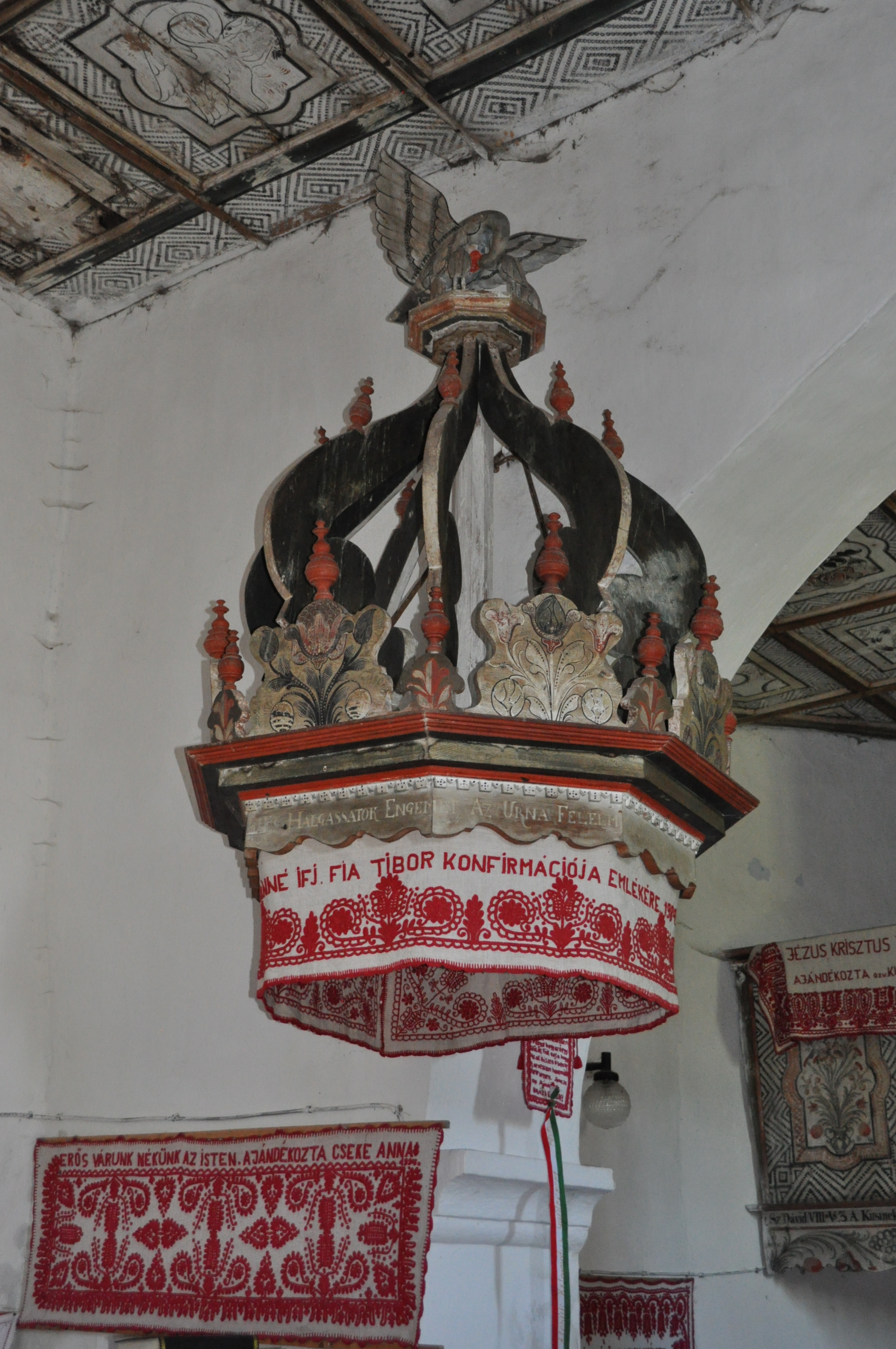
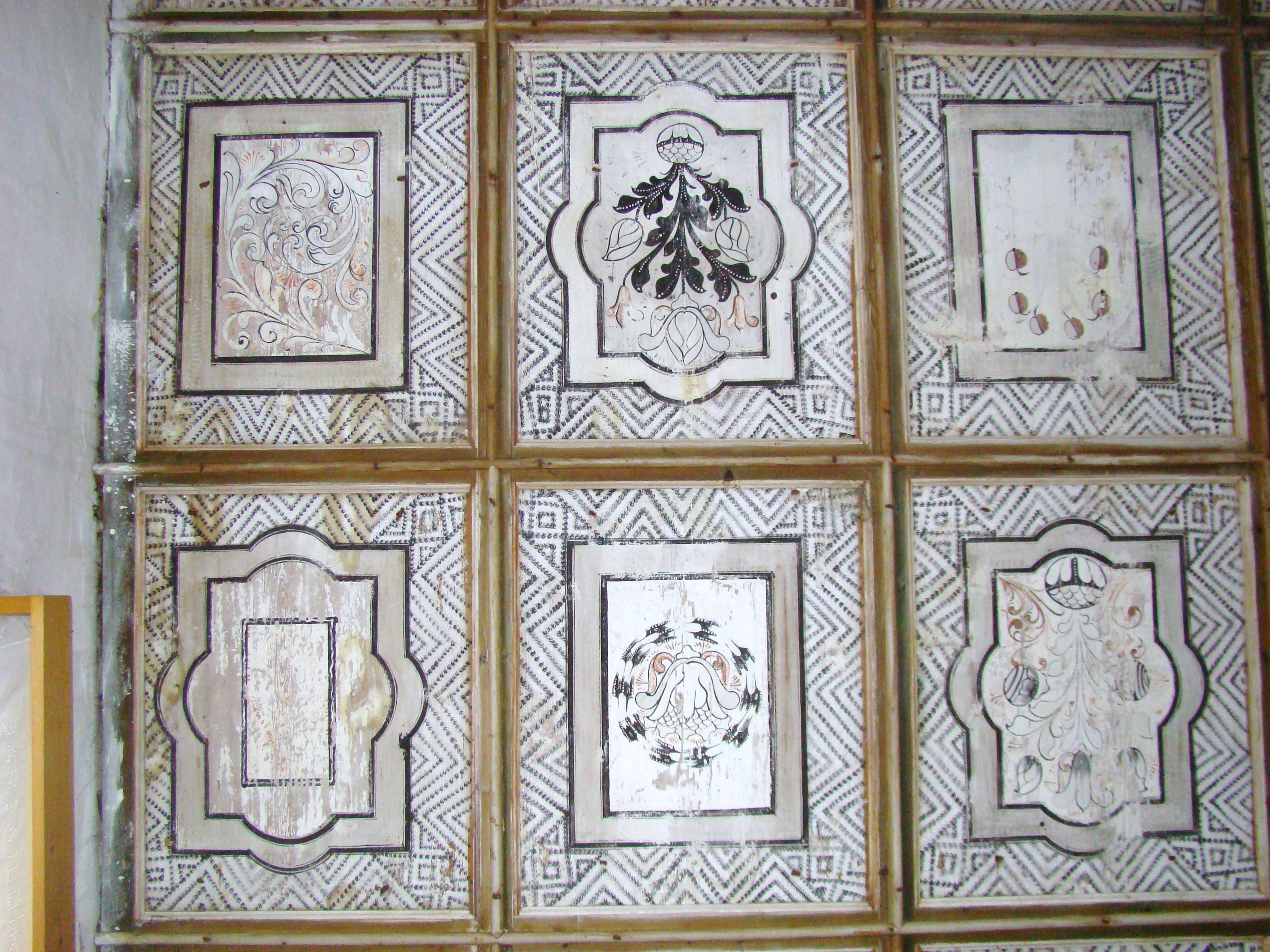
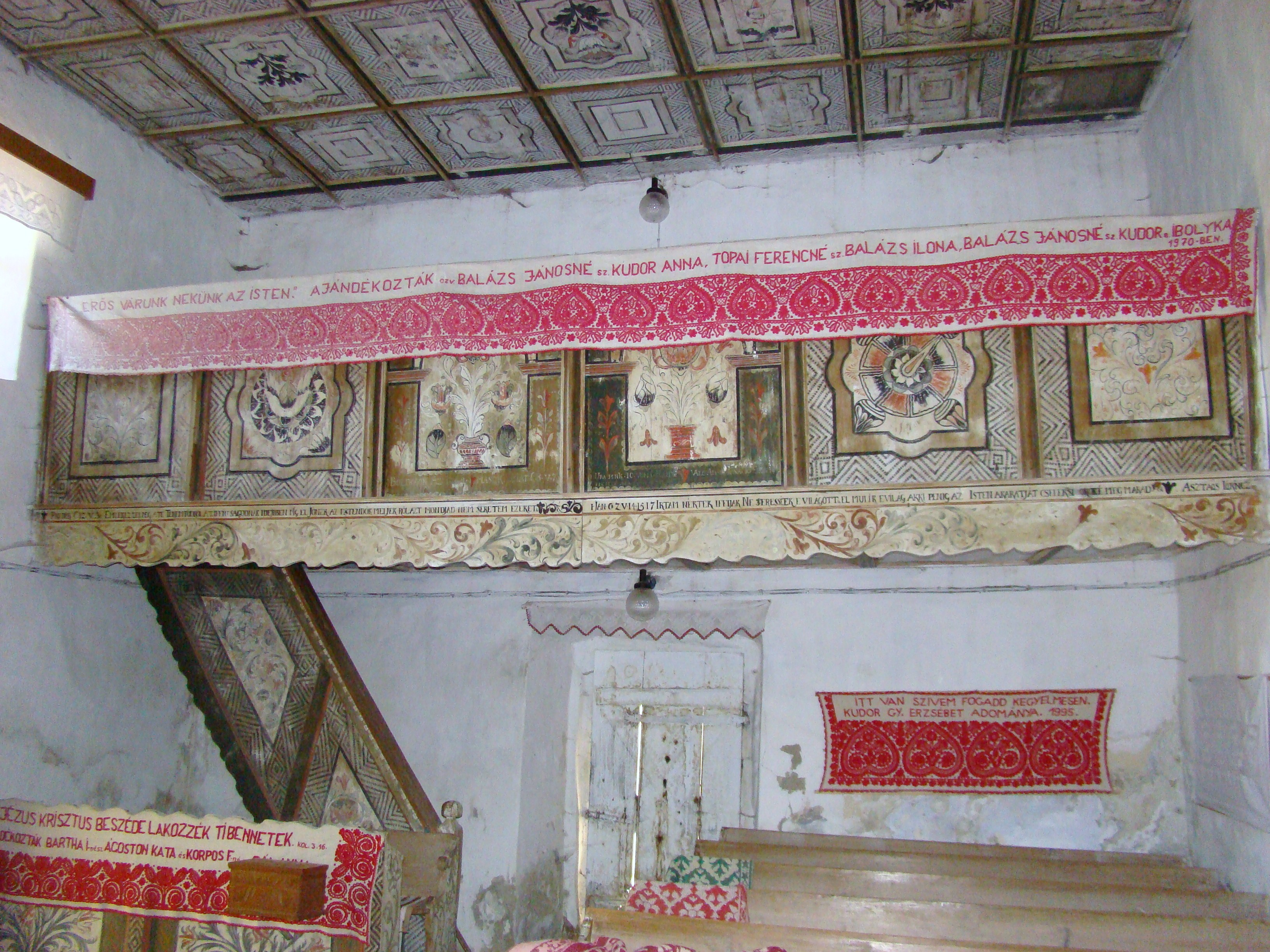
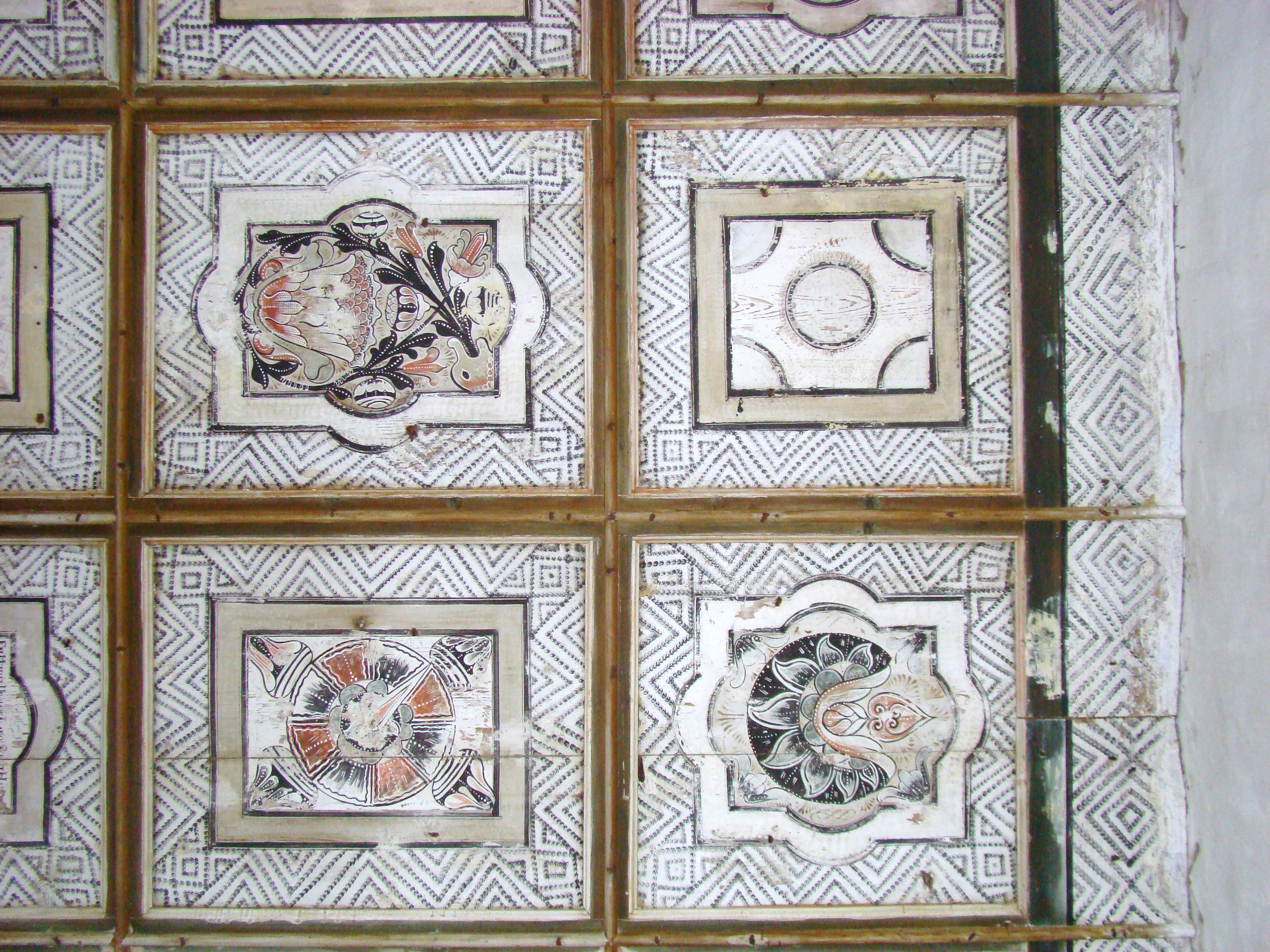
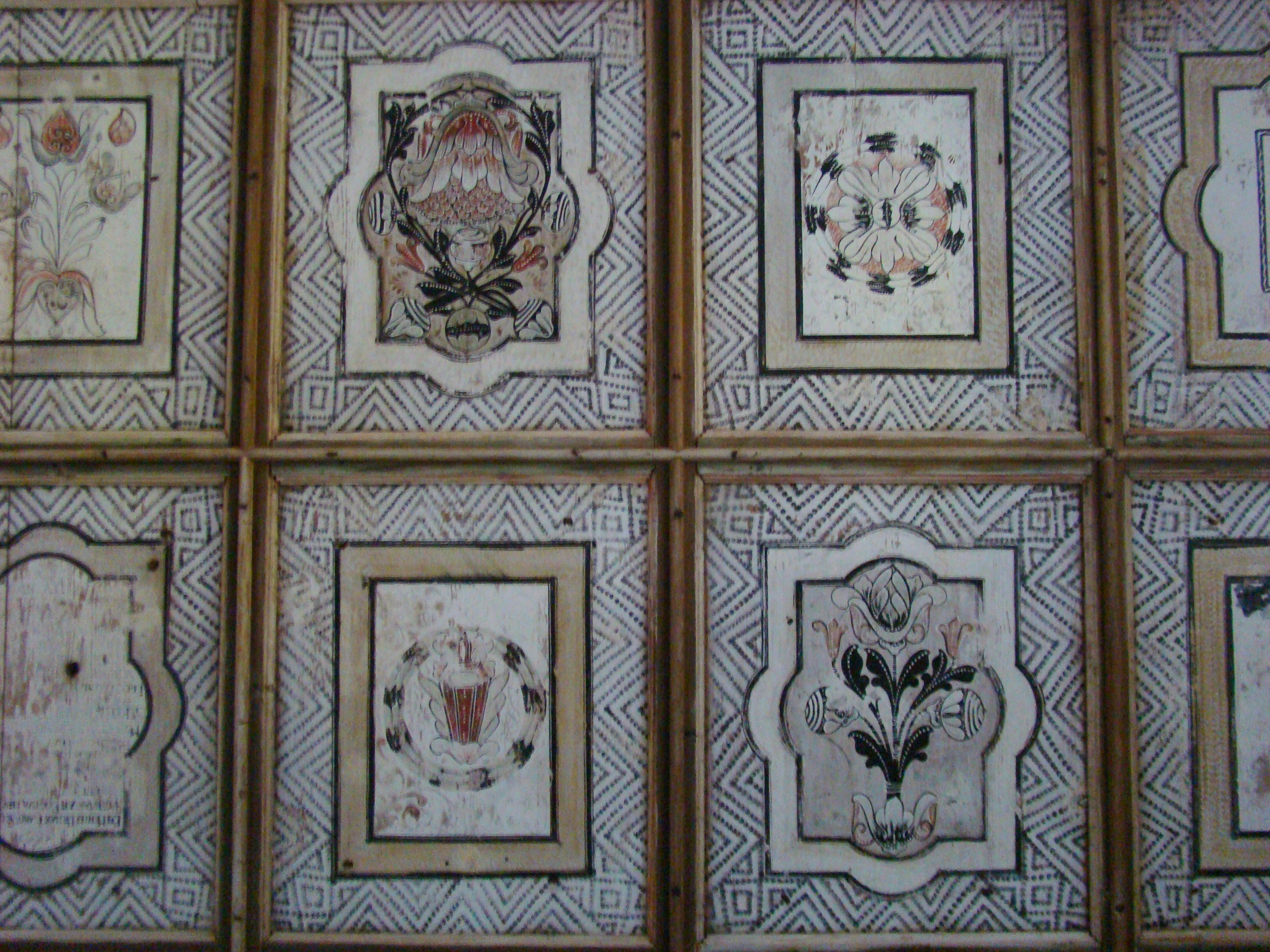
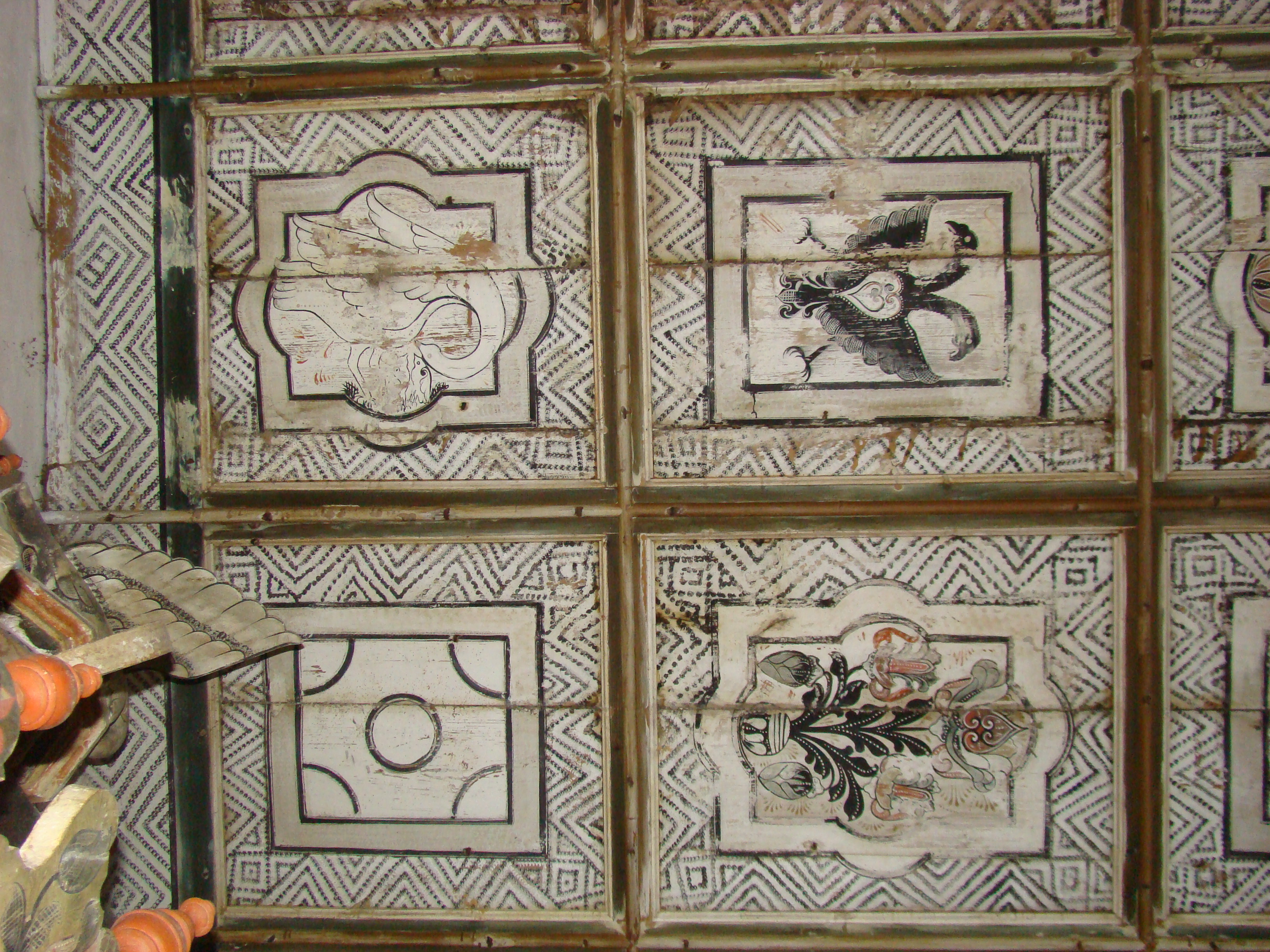
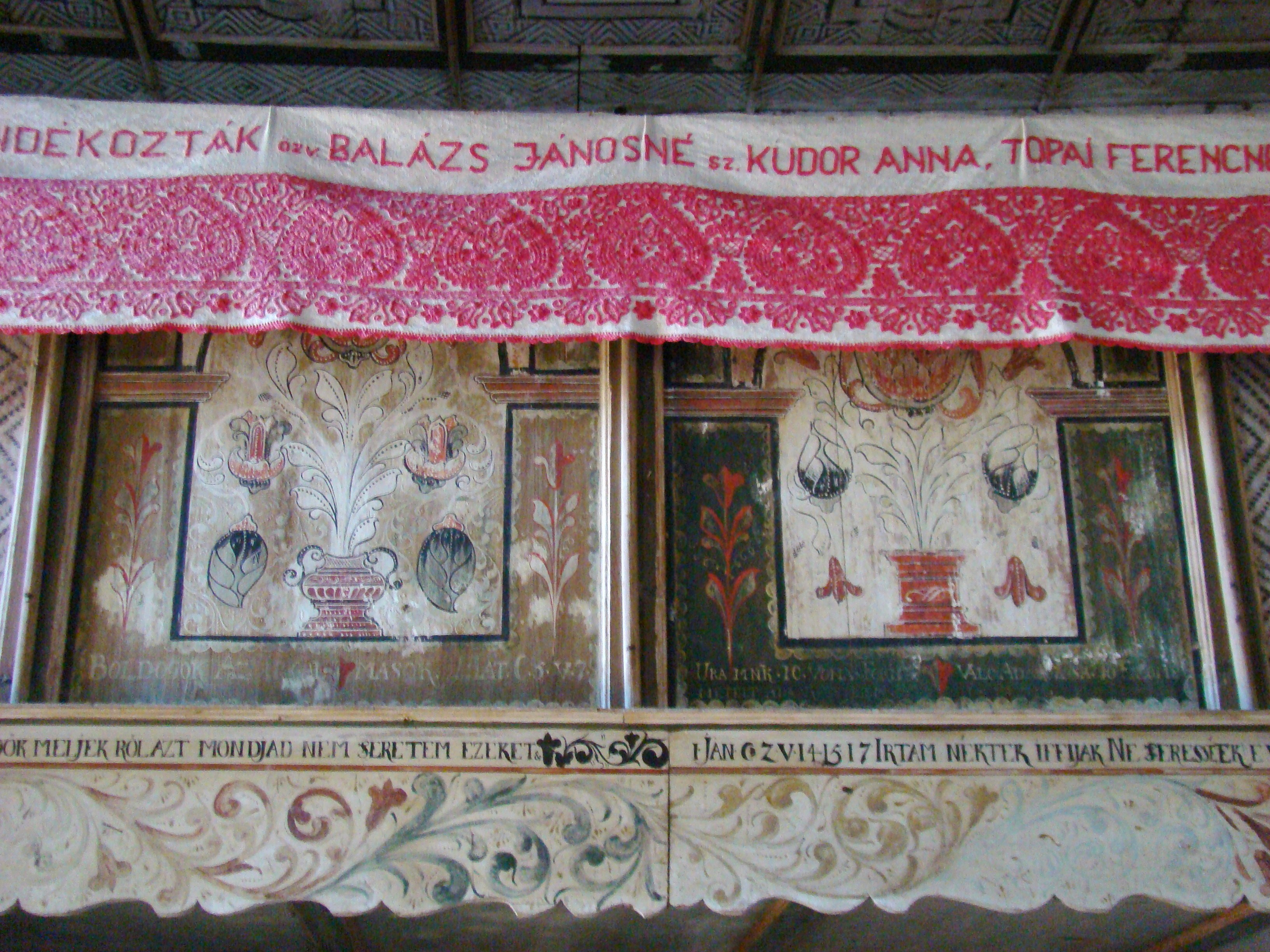
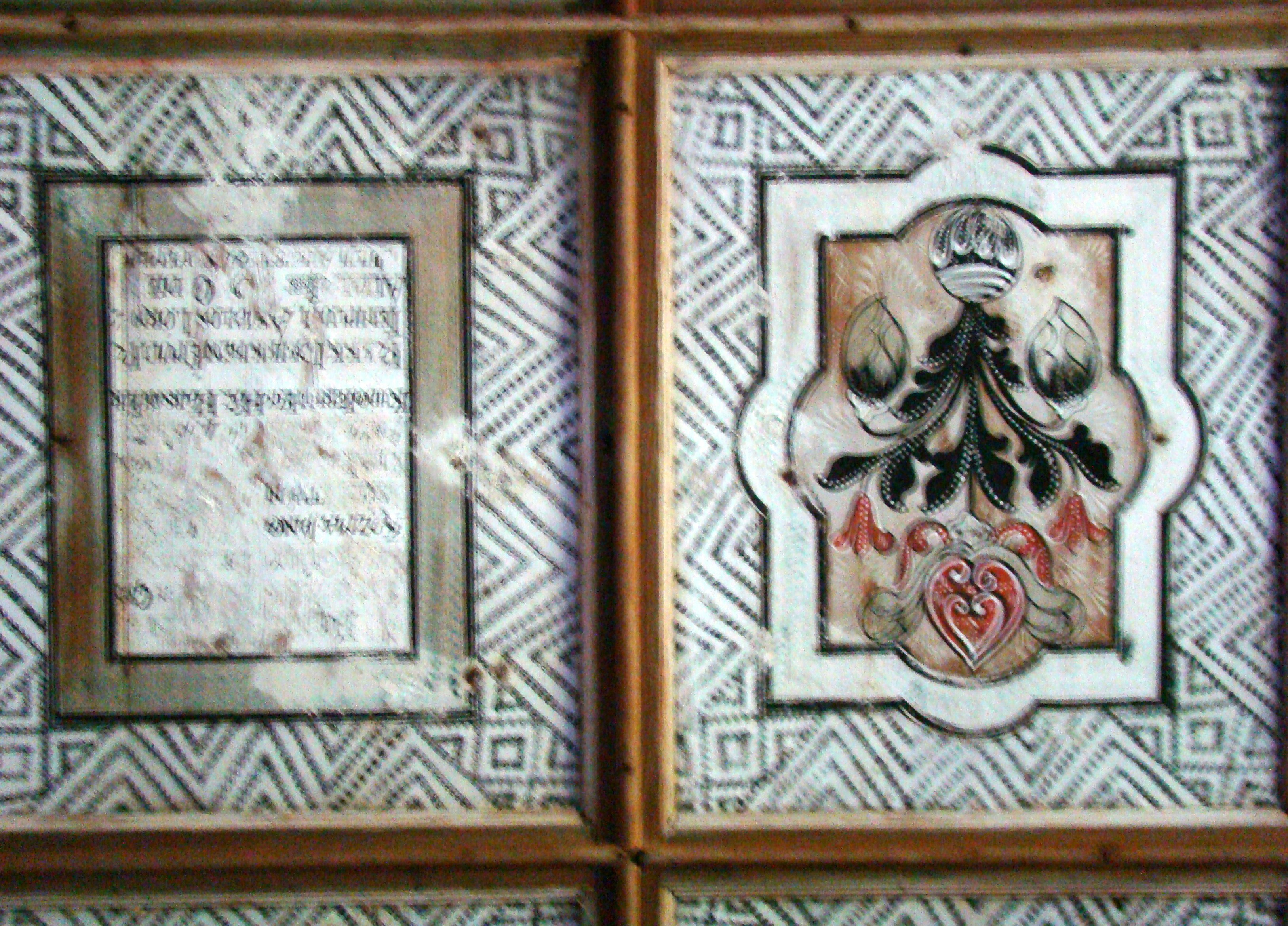
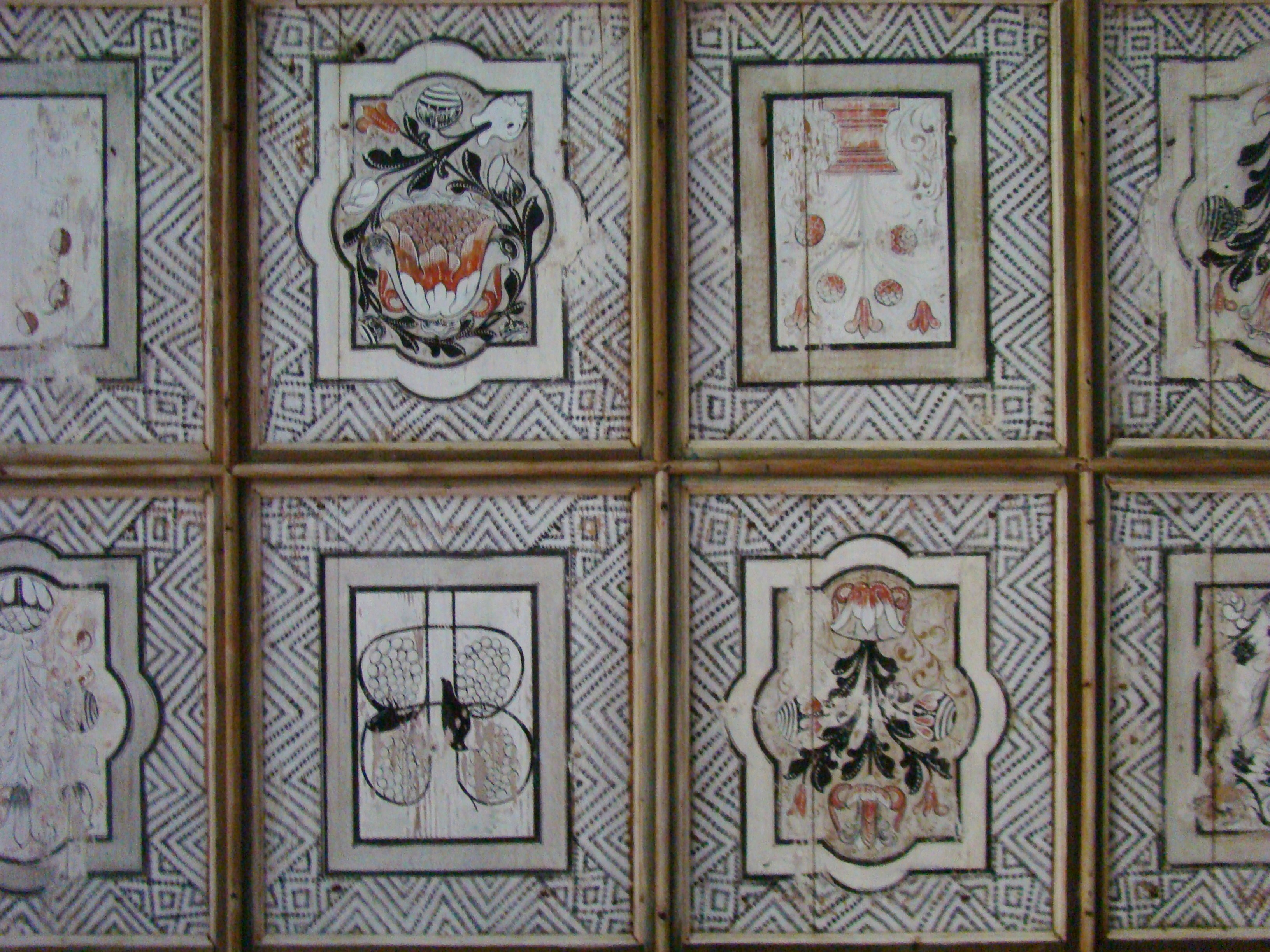
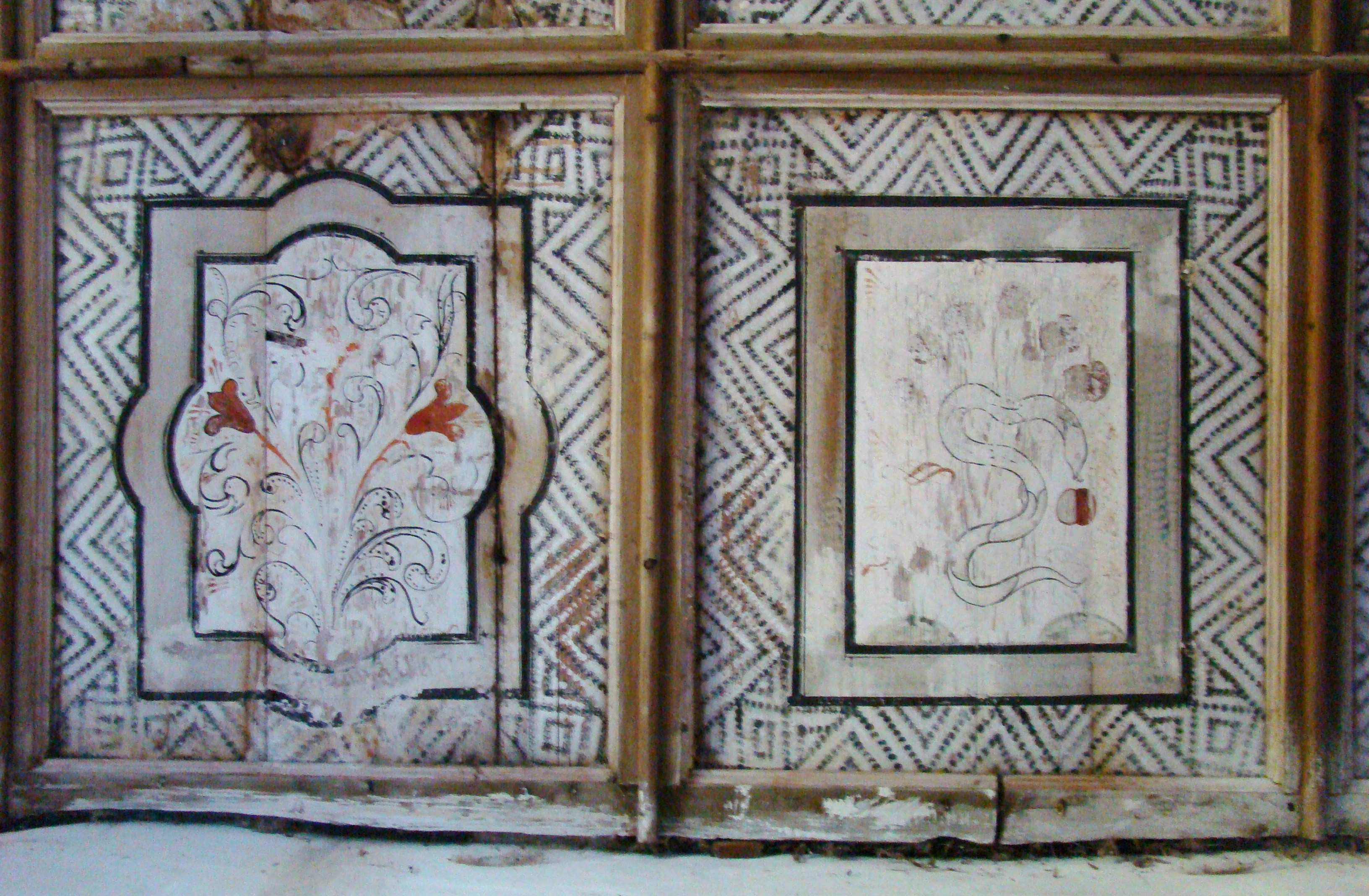
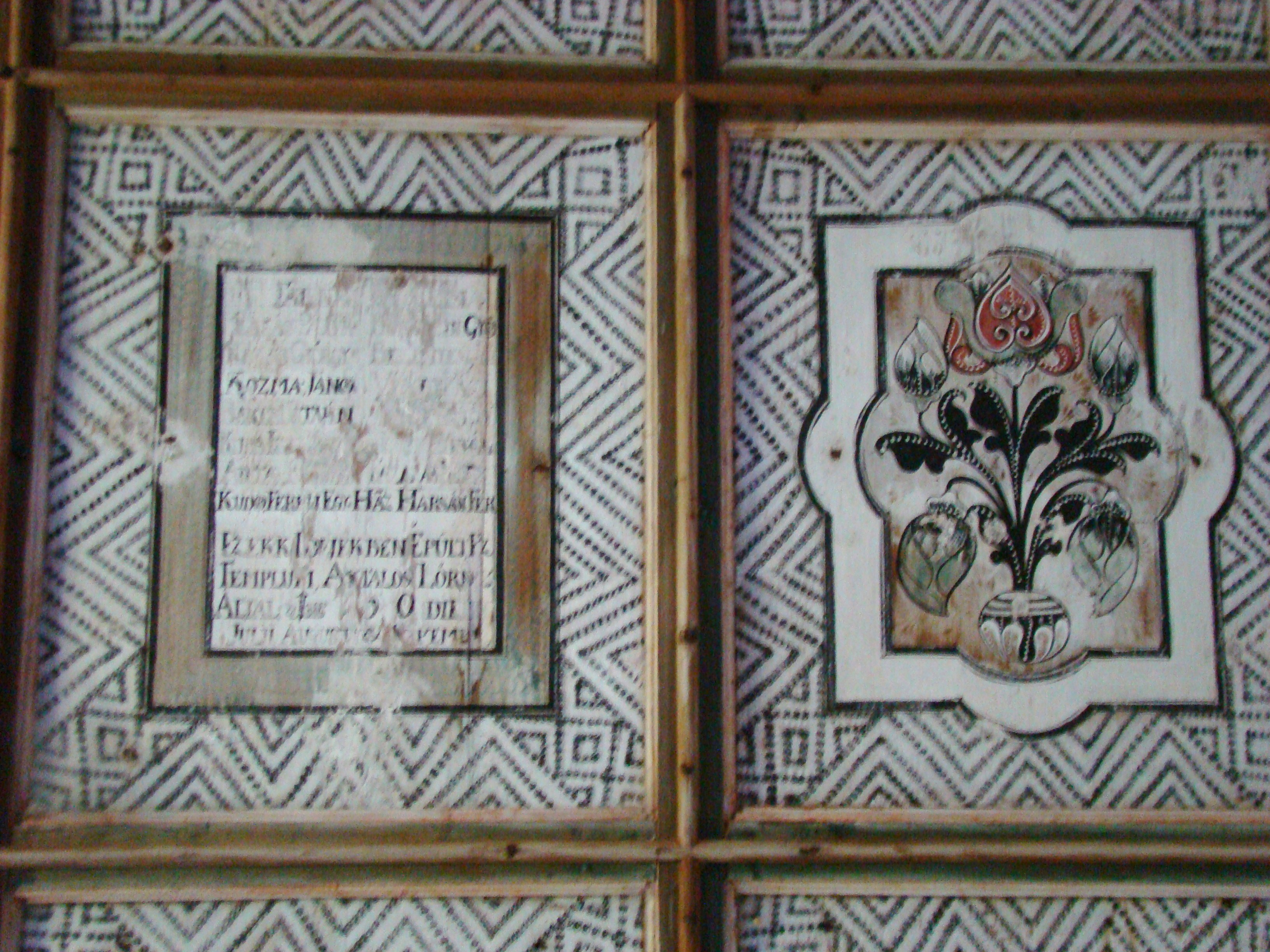
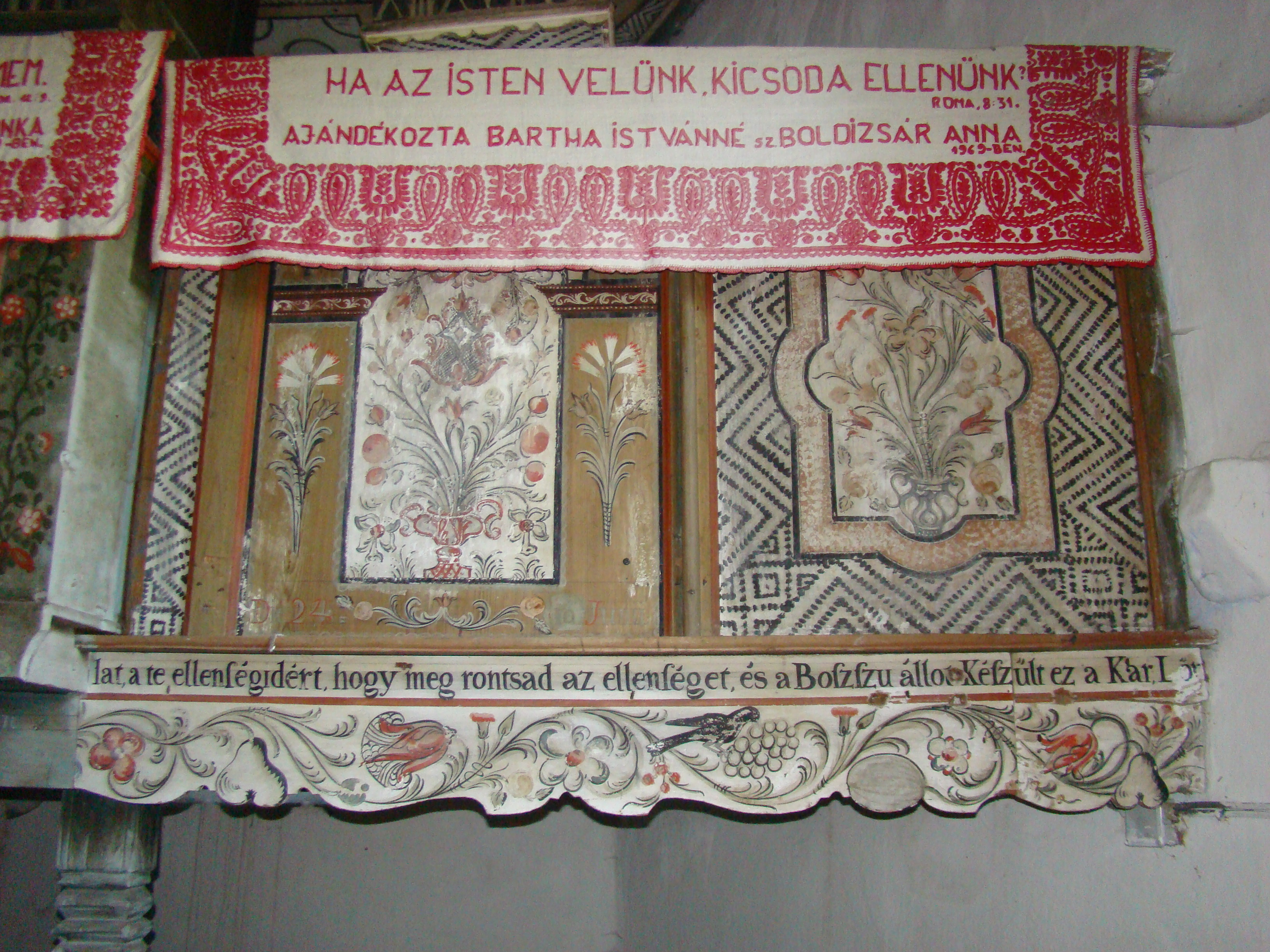
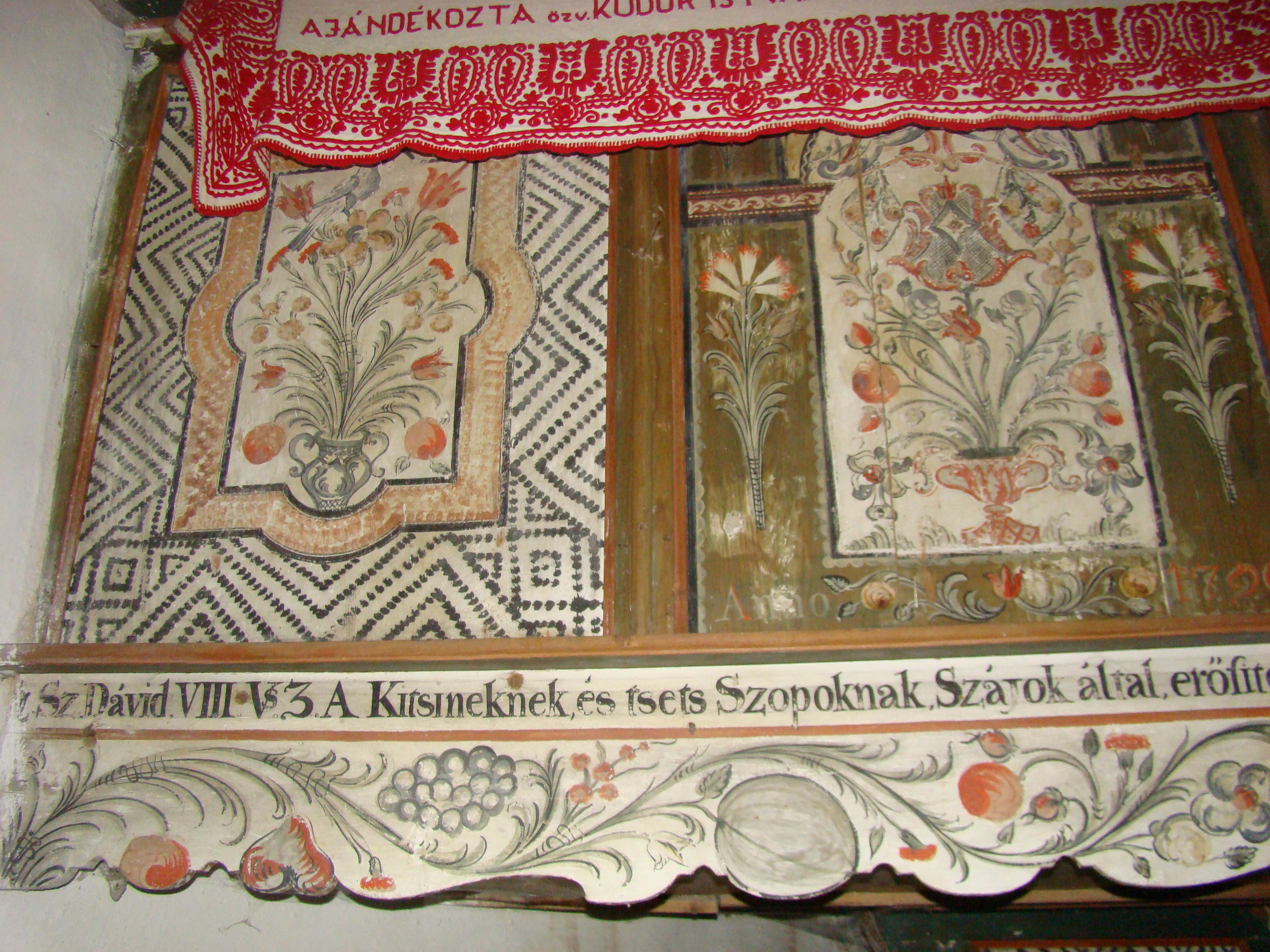
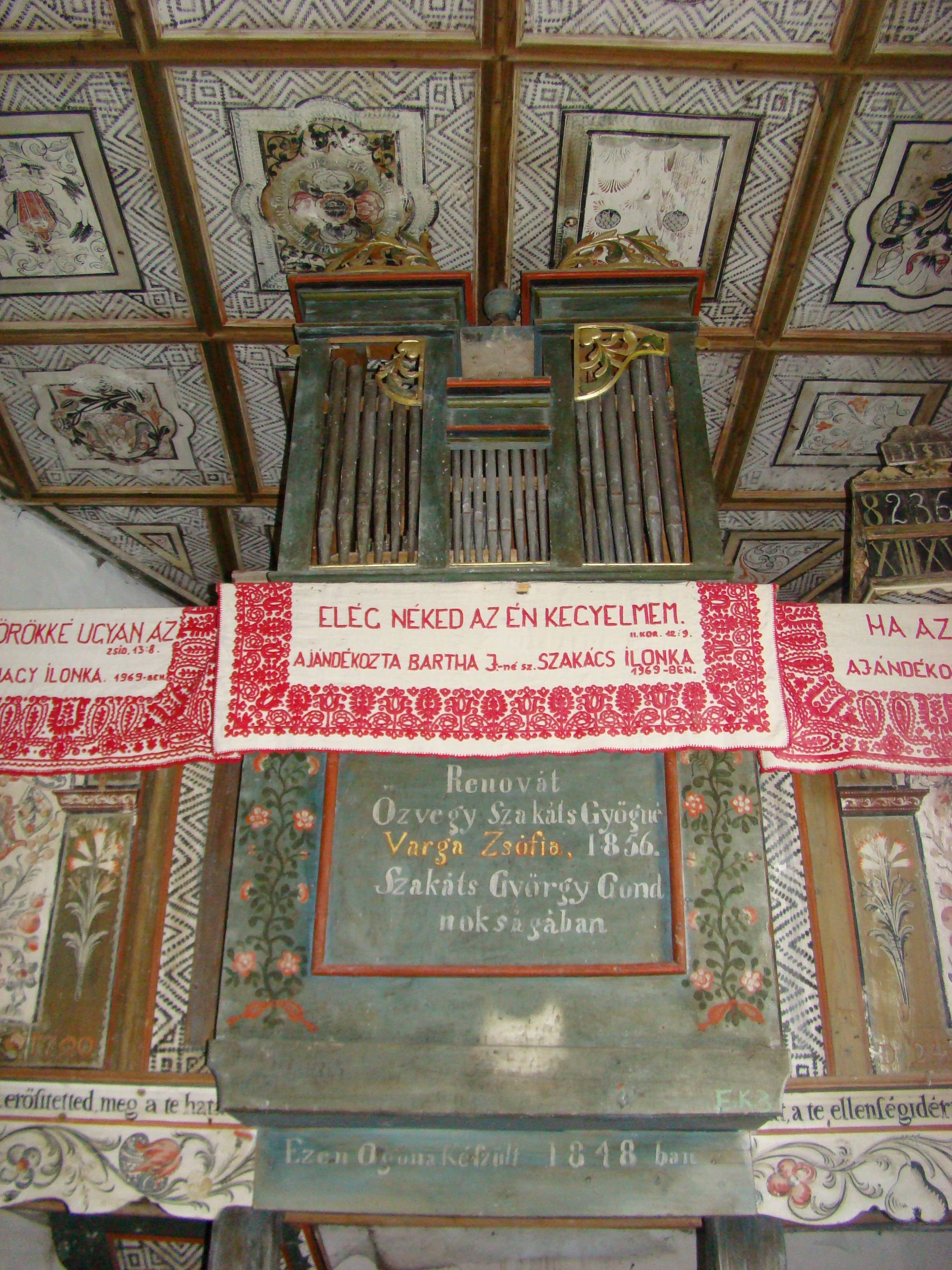
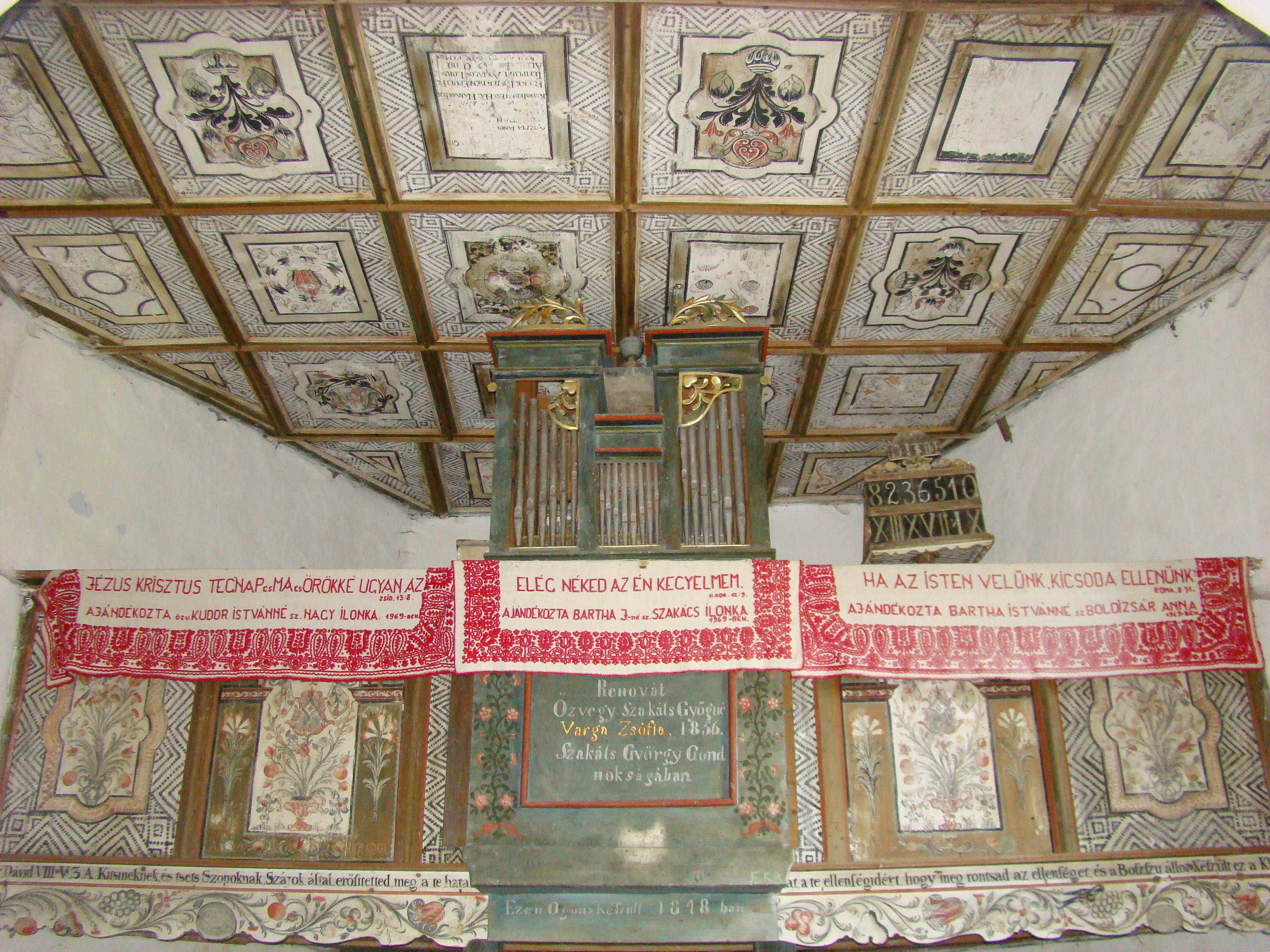
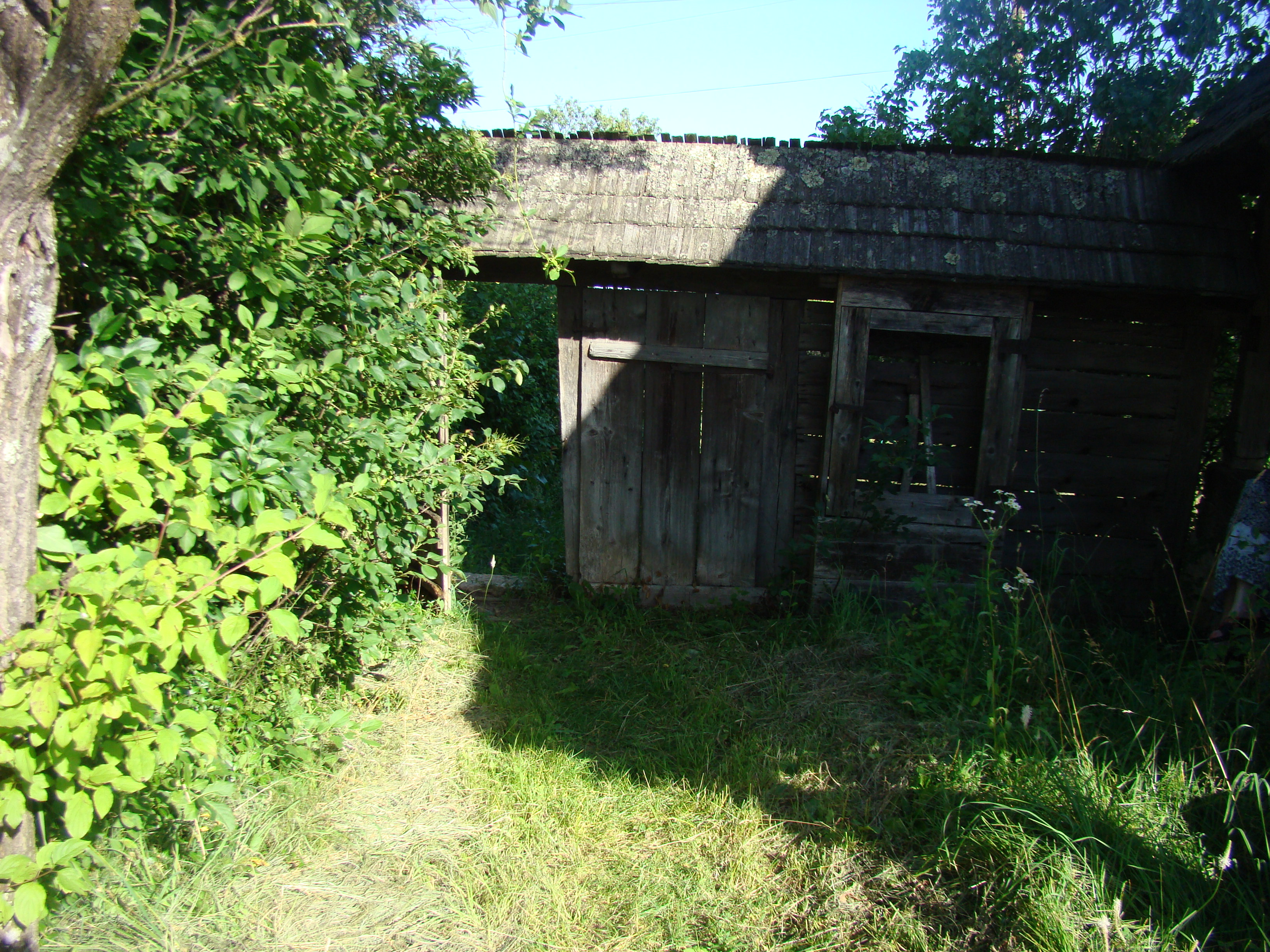